# Karol Zborowski
Karol Stanisław Zborowski vel Zajdel (ur. 14 stycznia 1892 w Krośnie, zm. 6 czerwca 1961 w Warszawie) – podpułkownik artylerii Wojska Polskiego, działacz niepodległościowy. 

## Życiorys
Urodził się 14 stycznia 1892 w Krośnie, ówczesnym mieście powiatowym Królestwa Galicji i Lodomerii, w rodzinie Wojciecha, kierownika w rafinerii, i Anny z domu Wojtyczek.
W czasie I wojny światowej walczył w szeregach 1 Pułku Artylerii Legionów Polskich. We wrześniu 1916 został mianowany ogniomistrzem.
18 marca 1919 jako podoficer byłych Legionów Polskich został mianowany z dniem 1 marca 1919 podporucznikiem artylerii. Pełnił wówczas służbę w 1 Pułku Artylerii Polowej. 1 czerwca 1921 pełnił służbę 11 Dywizjonie Artylerii Ciężkiej. Później został przeniesiony do 10 Pułku Artylerii Ciężkiej w Przemyślu, w którym dowodził 6. baterią. 3 maja 1922 został zweryfikowany w stopniu kapitana ze starszeństwem z 1 czerwca 1919 i 225. lokatą w korpusie oficerów artylerii.
1 października 1924 został przeniesiony do 17 Pułku Artylerii Polowej w Gnieźnie. W grudniu 1925 powierzono mu obowiązki kwatermistrza pułku. 12 kwietnia 1927 został mianowany majorem ze starszeństwem z 1 stycznia 1927 i 17. lokatą w korpusie oficerów artylerii. W listopadzie tego roku został przesunięty na stanowisko dowódcy III dywizjonu. 1 maja 1929 został przeniesiony do Dowództwa 4 Grupy Artylerii na stanowisko I oficera sztabu. 2 lutego 1932 został przeniesiony do 19 Pułku Artylerii Lekkiej w Nowej Wilejce na stanowisko dowódcy III dywizjonu detaszowanego w Lidzie. 24 stycznia 1934 został mianowany podpułkownikiem ze starszeństwem z 1 stycznia 1934 i 5. lokatą w korpusie oficerów artylerii. 2 kwietnia tego roku został przeniesiony z garnizonu Lida do garnizonu Nowa Wilejka na stanowisko zastępcy dowódcy pułku. W lutym 1936 został przeniesiony do 8 Pułku Artylerii Ciężkiej w Toruniu na stanowisko zastępcy dowódcy pułku (w 1938 zajmowane przez niego stanowisko przemianowano na I zastępcę dowódcy pułku). 2 czerwca 1939 został przeniesiony do Komendy Obozu Ćwiczeń Leśna na stanowisko komendanta garnizonu i jednocześnie polskiego komendanta Legionu Czechów i Słowaków. 19 września 1939 przekroczył granicę z Węgrami i został internowany. W listopadzie 1944 został przekazany Niemcom i osadzony w obozie jeńców Luckenwalde.
21 czerwca 1945 został zarejestrowany w Rejonowej Komendzie Uzupełnień Kraków Miasto. 23 sierpnia 1945 wysłał do szefa Departamentu Personalnego Ministerstwa Obrony Narodowej wniosek o przyjęcie go do służby czynnej w Wojsku Polskim.
Zmarł 6 czerwca 1961 w Warszawie i został pochowany na cmentarzu Powązkowskim.
Był żonaty z Jadwigą z Doboszyńskich, z którą miał syna Zygmunta.

## Ordery i odznaczenia
- Krzyż Niepodległości – 6 czerwca 1931 „za pracę w dziele odzyskania niepodległości”[28][29]
- Krzyż Walecznych dwukrotnie[30][31]
- Złoty Krzyż Zasługi – 1938[22]
- Medal Pamiątkowy za Wojnę 1918-1921 – 1928[22]
- Medal Dziesięciolecia Odzyskanej Niepodległości – 1928[22]
- Srebrny Medal za Długoletnią Służbę – 1938[22][32]
- Brązowy Medal za Długoletnią Służbę[32]